# Cooksundet

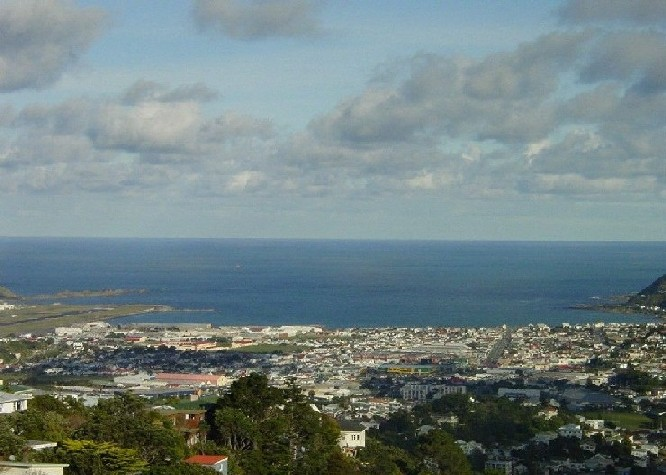
Cooksundet sett från Mount Victoria i Wellington.

Cooksundet (engelska: Cook Strait), sundet mellan Nordön och Sydön i Nya Zeeland. Det var under århundraden känt som Raukawa Moana av Maori-folket, men har sitt nuvarande namn efter James Cook som var den förste europé som seglade genom sundet (Jan - Feb 1770). Nya Zeelands huvudstad Wellington ligger vid sundets norra strand och vid den södra ligger Marlborough Sounds och Cloudy Bay.